# Quentin Bertholet
Pour les articles homonymes, voir Bertholet.
Quentin Bertholet, né le 18 février 1987 à Tournai, est un coureur cycliste belge, professionnel de 2012 à 2014 dans l'équipe Wallonie-Bruxelles et spécialisé en cyclo-cross.

## Biographie
Quentin Bertholet naît le 18 février 1987. Il s'oriente vers le cyclo-cross dès l'âge de 15 ans. Son petit gabarit lui permet de s'illustrer sur les circuits techniques[réf. nécessaire]. Il devient chez les juniors puis chez les espoirs une valeur sûre de la spécialité et défend pendant plusieurs saisons les couleurs de l'équipe Fidea aux côtés notamment de Bart Wellens et Zdeněk Štybar. En 2010, il quitte FIDEA pour rejoindre l'équipe continentale Lotto-Bodysol avec laquelle il réalise d'honorables résultats sur route, et participe au Circuit franco-belge aux côtés des professionnels. En 2011, il privilégie la route et s'engage auprès de la Royale Pédale Saint-Martin-Tournai aux côtés des anciens professionnels Ludovic Capelle et Clément Lhotellerie. Il remporte le championnat du Hainaut contre la montre à Sirault et les kermesses de La Glanerie et de Silly.
En 2012, il décroche un contrat professionnel avec l'équipe Wallonie Bruxelles-Crédit agricole.
Il met un terme à sa carrière de cycliste à l'issue de la saison 2014 et devient mécanicien au sein de l'équipe Wallonie-Bruxelles dès 2015.

## Palmarès en cyclo-cross
- 2007-2008
  - 6e du championnat d'Europe de cyclo-cross espoirs
- 2008-2009
  - 4e du championnat d'Europe de cyclo-cross espoirs
  - 6e du championnat du monde de cyclo-cross espoirs

## Palmarès sur route
- 2011
  - Champion du Hainaut du contre-la-montre à Sirault